# Packaňovo
Packaňovo (ukrajinsky Пацканьово) je obec v územní komunitě Seredné, v okrese Užhorod v Zakarpatské oblasti Ukrajiny.

## Historie
Vývoj na tomto území ovlivňovaly četné změny státní příslušnosti v průběhu 20. století, vycházející z těsného sousedství Polska, Slovenska, Maďarska a Rumunska: po mnoha letech v rakousko-uherské monarchii byla přes meziválečné roky Podkarpatská Rus součástí 1. československé republiky avšak za doby druhé světové války byla okupována Maďarským královstvím. Následně, po několika desetiletích existence v Sovětském svazu, se území konečně stalo součástí samostatné Ukrajiny.
První písemná zmínka o obci pochází z roku 1600. V průběhu let měla obec různé názvy jako třeba Potokóš (Потокош) či Packaňovc (Пацканьовц). Původ současného názvu však není jednoznačný. Podle jedné verze je jméno obce odvozeno od jejího zakladatele, jehož příjmení bylo „Packan“ (Пацкан). Další verze přisuzuje název historickému faktu, že místní ženy pekly široce proslulé mazance (па́ска – "pácka" je ukrajinsky mazanec). Jiná verze odvozuje jméno obce od hlodavců (Пацюк – "pacjůk" je ukrajinsky potkan) kteří se hojně vyskytovali v místních dubových lesích.
První usedlosti vznikaly v horních (severovýchodních) částech obce a dále se obec rozšiřovala jihovýchodně, směrem do údolí. V původní horní části, v místě zvaném Starý kostel (Стара Церков), kdysi stával dřevěný kostel řeckokatolické církve. Poté, co byl tento kostel požárem zcela zničen, byl roku 1776 postaven ve střední části obce nový pravoslavný kostel sv. Michala. Mezi významnější události obce lze zařadit zbudování prvního vodního mlýna v roce 1898, velký požár z roku 1932, který zničil dvě desítky chat a smrt muže zavaleného v místním kamenolomu v roce 2016.

## Kultura
Historii obce se soustavně věnuje místní rodačka Mária Mychajlivna Paňko (Марія Михайлівна Панько). V roce 1984 (toho času v úřadu starostky obce) založila za podpory Sdružení ochrany historických památek a kultury místní Muzeum národní architektury a bydlení. Jedná se o skanzen zbudovaný ze staré selské chaty a představuje autentické obydlí Packaňova a jeho vybavenost z doby počátku 20. století. Na realizaci muzea spolupracovaly rovněž místní ženy, které se za tím účelem v domě pravidelně scházely a následně v roce 1985 založily ženský sbor Hazdyni (ukrajinsky Газдині, český překlad „selky“ či „hospodářky“) pod vedením Márii Paňko. Národní sbor Hazdyni se věnuje zpěvu lidových písní, stejně jako oživování a udržování místních zvyklostí. Tradiční pokrmy, výtvarné umění a kulturu obec každoročně představuje a připomíná festivalem Červená třešeň (Червона черешень) pojmenovaným na počest vyhlášených packaňovských třešní.
V roce 2016 byla v obci založena komunitní ekofarma, jejímž cílem je probudit původní praktiky selského hospodářství, jako je pečení tradičního chleba, pěstování ovoce a zeleniny a celkově tradiční vztah člověka k zemi, ve které žije . Ekofarma byla založena na pozemcích několika stavení dvojicí Maryana Babyč a Bolodymyr Vaško (orig.: Марина Бабич, Володимир Вашко).

## Popis obce a krajiny

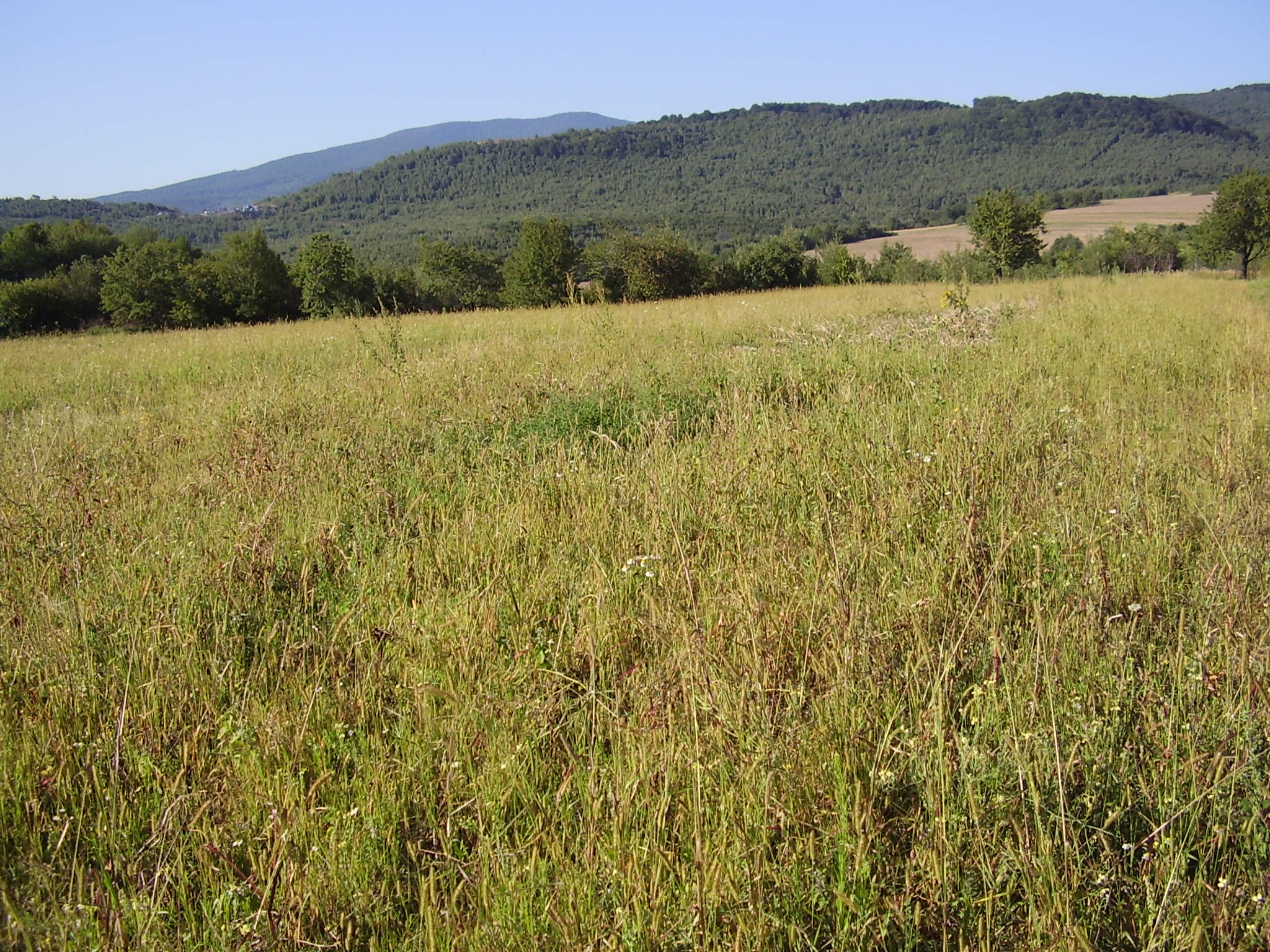
Packaňovo, obdělávaná pole s podhůřím Karpat v pozadí

Packaňovo se rozprostírá podél horního toku říčky Bystrá (Бистра), jihozápadním směrem se krajina otvírá do Velké dunajské kotliny, severovýchodním směrem obec uzavírají těžko prostupné lesy podhůří Karpat. Terén je vlnitý až kopcovitý, nejnižší bod na jihozápadě je cca 200 m n. m., nejvyšší bod na severovýchodě pak cca 400 m n. m. – tím vzniká průměrné stoupání 5 % (výpočet odečtem dat z mapy). Husté, těžko prostupné lesy poskytují vydatný zdroj dřeva, jsou bohaté na lesní plody jako maliny, ostružiny či jahody a také jedlé houby. Z kulturních plodin se zde pěstují zejména brambory, kukuřice, vinná réva a různé druhy ovoce, především třešně. Z přírodního bohatství dále stojí za zmínku pramen v místě zvaném Svjata voda (Свята вода) se specifickým sirným zápachem. V dávných dobách využívali léčebného účinku této vody lidé z širokého okolí.

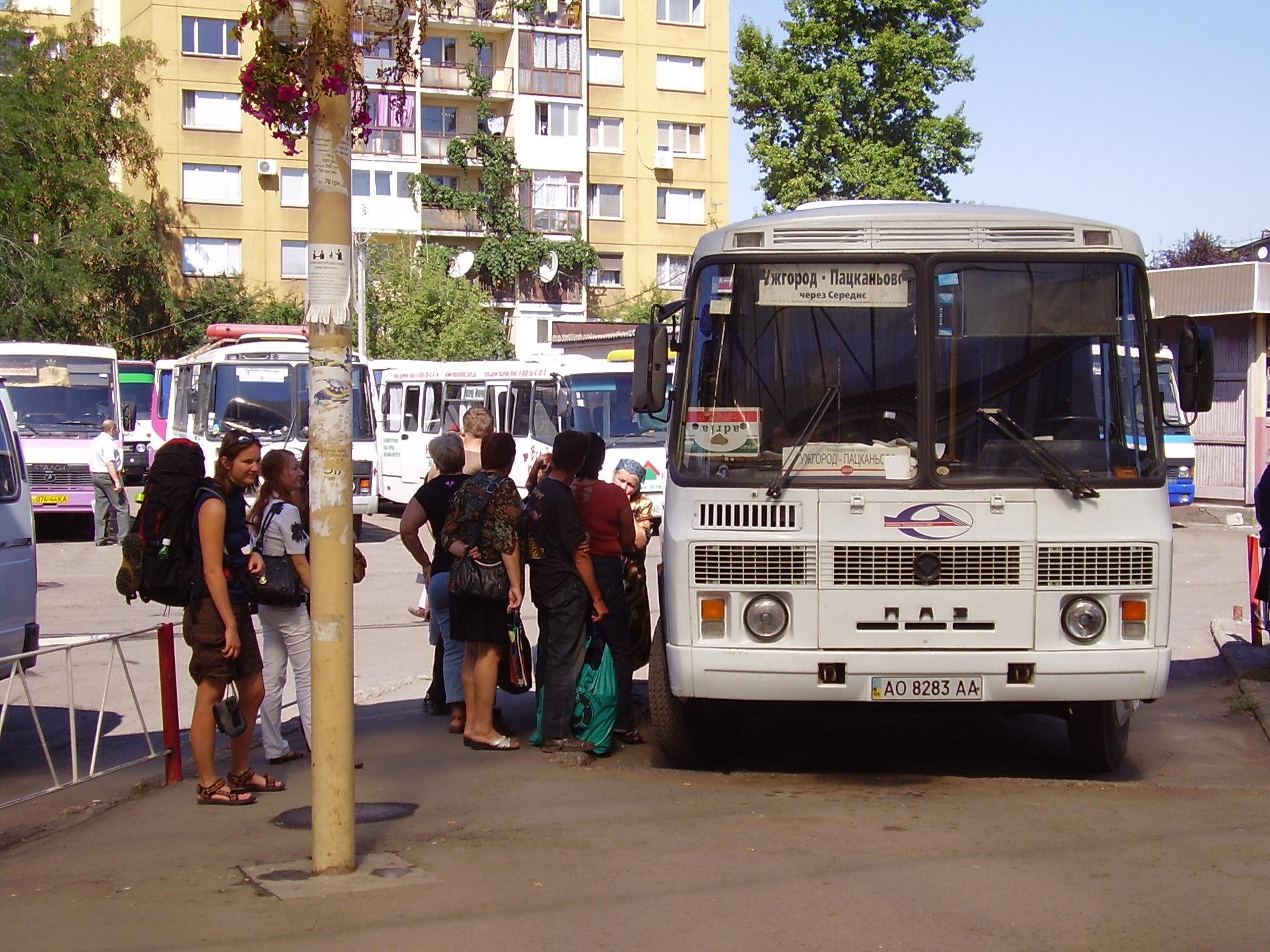
Pravidelný autobusový spoj z Užhorodu

Zástavbu obce tvoří přibližně 400 stavení podél jediné, asi 7 km dlouhé silnice. Jde převážně o rodinné domy s přilehlými hospodářskými staveními. Z občanské vybavenosti se v obci nachází obecní úřad, mateřská i základní škola, poštovní oddělení, 2 obchody, kulturní dům vybavený knihovnou a sálem pro 250 osob a v neposlední řadě Muzeum národní architektury a bydlení. V katastru obce se nachází kamenolom, jehož těžba je v současné době zastavena.

## Správa a infrastruktura
Administrativně Packaňovo spadá do Zakarpatské oblasti, blížeji do Užhorodského rajónu. Obec spravuje místní, packaňovská selská rada. Skládá se z 12 členů a předsedá ji starosta Jurij Vasylovyč Boň (Юрій Васильович Бонь). Obec je elektrifikovaná, plynofikovaná a vybavená pouličním osvětlením. S většími aglomeračními celky je obec propojena místní komunikací pouze z jednoho směru – do údolí, kde se napojuje na silnici spojující města Užhorod a Mukačevo. Veřejnou dopravu zajišťuje pravidelná autobusová linka Užhorod-Packaňovo.